# Paul Michael Lützeler

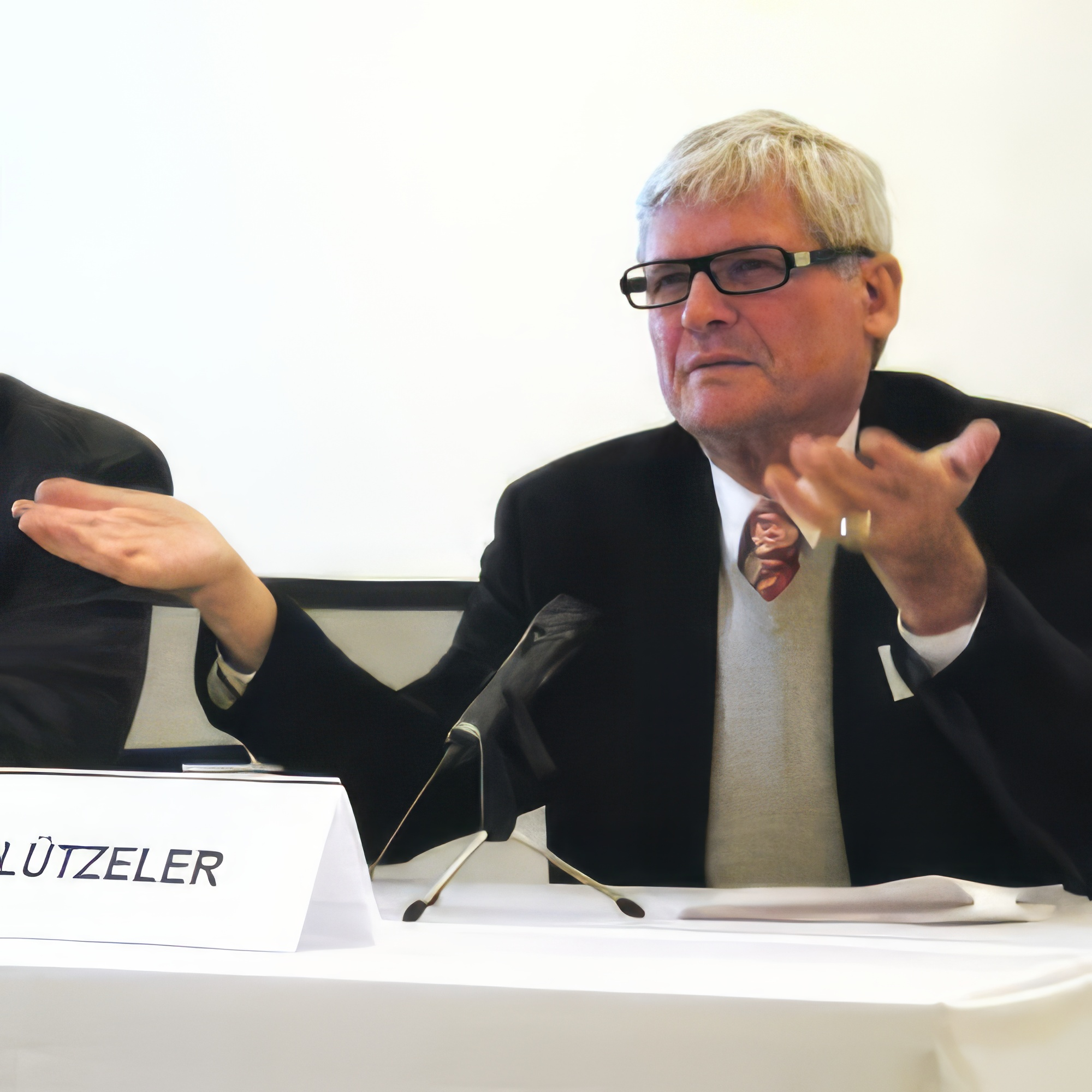
Paul Michael Lützeler (Wien 2011)

Paul Michael Lützeler (* 4. November 1943 in Doveren, damals Kreis Erkelenz) ist ein deutsch-amerikanischer Germanist und Vergleichender Literaturwissenschaftler. Er ist Rosa May Distinguished University Professor Emeritus in the Humanities an der Washington University in St. Louis.

## Leben
Nach dem Abitur im zweiten Bildungsweg studierte Lützeler Germanistik, Anglistik, Philosophie und Geschichte in Berlin, Edinburgh, Wien und München. 1968 wanderte er in die USA aus und schloss sein Studium 1972 mit der Promotion in Germanistik an der Indiana University Bloomington ab mit der Arbeit „Hermann Broch, Ethik und Politik: Studien zum Frühwerk und zur Romantrilogie ‚Die Schlafwandler‘“ und zog anschließend nach St. Louis, wo er 1973 eine Professur an der Washington University in St. Louis erhielt. Er war Chairman des German Departments von 1983 bis 1988 und von 1993 bis 1995 Sprecher des Faculty Senate Council. An der Washington University gründete Lützeler 1983 das European Studies Program, das er anschließend selbst für 20 Jahre leitete. 1985 gründete Lützeler das Max-Kade-Zentrum für deutschsprachige Gegenwartsliteratur, das er bis 2022 leitete. Ebenfalls lud er von 1985 bis 2022 je einen deutschsprachigen Kritiker und je einen deutschsprachigen Schriftsteller nach St. Louis ein, um dort zu lehren und zu forschen. 2002 begründete er Gegenwartsliteratur. Ein germanistisches Jahrbuch, das er bis 2020 als Editor in Chief herausgab. Lützeler setzte sich außerdem für Austauschprogramme zwischen der Washington University und europäischen sowie asiatischen Universitäten ein. Gastprofessuren hatte er unter anderem in Princeton, Tübingen, Graz, Greifswald, Mainz, Freiburg, Neu-Delhi, Peking, Madrid und Tokio. Kompakt-Seminare unterrichtete er an den Universitäten in Melbourne, Pavia, Guadalajara, Jerusalem und Zadar.
Lützeler ist Vorsitzender des Internationalen Arbeitskreises Hermann Broch, war Präsident des AFM (Amerikanische Freunde des Deutschen Literaturarchivs in Marbach) von 2012 bis 2019 und war von 2005 bis 2010 Vize-Präsident der Internationalen Vereinigung für Germanistik. Er ist korrespondierendes Mitglied der Akademie der Wissenschaften und der Literatur und der Nordrhein-Westfälischen Akademie der Wissenschaften und der Künste sowie auswärtiges Mitglied der Academia Europaea (2015). Er war von 2011 bis 2016 Mitglied der Strategiekommission des Wissenschaftsrates und ist Mitglied des PEN-Zentrums Deutschland. Seit 2015 ist er ebenfalls Mitglied des Executive Committees der Gesellschaft für Interkulturelle Germanistik.
Paul Michael Lützeler ist amerikanischer und deutscher Staatsbürger und lebt in St. Louis. Er ist verheiratet und hat zwei erwachsene Kinder.

## Werk
Lützelers Forschungsschwerpunkte sind deutschsprachige Gegenwartsliteratur, der literarische Europa-Diskurs, deutschsprachige Exilliteratur, insbesondere in den USA, sowie deutsche und europäische Literatur der Romantik. Lützeler gilt insbesondere als Spezialist für den österreichisch-amerikanischen Exilschriftsteller Hermann Broch, dessen Gesamtwerk er herausgab und dessen Biographie er verfasste. Neben literaturwissenschaftlichen Themen veröffentlicht Lützeler auch zu historischen und politikwissenschaftlichen Themen wie der Europäischen Integration sowie zu den Diskursen der Postmoderne, des Postkolonialismus und der Globalisierung. Mehrere seiner Bücher und Editionen wurden in andere Sprachen übersetzt, u. a. ins Englische, Spanische und Japanische. Er schrieb außerdem für Die Zeit, die Neue Zürcher Zeitung, Die Welt, den Tagesspiegel, die Frankfurter Rundschau, die Neue Rundschau sowie den Merkur.

## Auszeichnungen
- DAAD-Preis der German Studies Association für die Broch-Biographie
- SWR-Bestenliste für die Broch-Edition Der Tod im Exil
- Österreichisches Ehrenkreuz für Wissenschaft und Kunst, I. Klasse
- Verdienstorden der Bundesrepublik Deutschland, 1. Klasse
- Großes Ehrenzeichen für Verdienste um die Republik Österreich
- Goethe-Medaille des Goethe-Instituts
- Outstanding Educator Award der American Association of Teachers of German
- Honorary Membership of the American Association of Teachers of German
- Outstanding Faculty Mentor Award der Washington University
- Forschungspreis der Alexander von Humboldt-Stiftung
- Arthur Holly Compton Faculty Achievement Award der Washington University in St. Louis
- Award for International Exchange of the DAAD Alumni Association USA
- Friedrich-Gundolf-Preis der Deutschen Akademie für Sprache und Dichtung
- Dr. h.c. (Doctor of Humanities) der Washington University in St. Louis

## Stipendien
- Fulbright Foundation
- Woodrow Wilson Foundation
- Deutscher Akademischer Austauschdienst
- American Council of Learned Societies
- John Simon Guggenheim Memorial Foundation
- Alexander-von-Humboldt-Stiftung
- Akademie Schloss Solitude, Stuttgart
- Humanities Research Center, Canberra
- Indiana Institute for Advanced Study, Bloomington
- Alfried Krupp Wissenschaftskolleg, Greifswald
- Kulturwissenschaftliches Institut, Essen
- Berlin Kolleg für Vergleichende Geschichte Europas
- Internationales Kolleg Morphomata der Universität zu Köln
- Internationales Forschungszentrum Kulturwissenschaften (IFK) Wien
- Zentrum für interdisziplinaere Forschungen (ZiF), Universität Bielefeld
- Freiburg Institute for Advanced Studies (FRIAS), Universität Freiburg

## Bibliographie

### Verfasste Bücher (Auswahl)
- Hermann Broch, Ethik und Politik: Studien zum Frühwerk und zur Romantrilogie „Die Schlafwandler“ (= Diss. Bloomington, Indiana University, 1972). Winkler, München 1973.
- Hermann Broch. Eine Biographie. Suhrkamp Verlag, Frankfurt am Main 1985, ISBN 978-3-518-38078-9. (übersetzt ins Englische, Spanische und Japanische; auch als E-Book)
- Geschichte in der Literatur. Studien zu Werken von Lessing bis Hebbel. Piper, München 1987.
- Die Schriftsteller und Europa. Von der Romantik bis zur Gegenwart. Piper, München 1992.
- Europäische Identität und Multikultur. Stauffenburg, Tübingen 1997. (übersetzt ins Italienische)
- Kulturbruch und Glaubenskrise. Brochs 'Schlafwandler' und Grünewalds 'Isenheimer Altar'. Francke, Tübingen 2001.
- Postmoderne und postkoloniale deutschsprachige Literatur. Aisthesis, Bielefeld 2005.
- Kontinentalisierung. Das Europa der Schriftsteller. Aisthesis, Bielefeld 2007.
- Bürgerkrieg global. Menschenrechtsethos und deutschsprachiger Gegenwartsroman. Wilhelm Fink Verlag, München 2009.
- Hermann Broch und die Moderne. Wilhelm Fink, München 2011
- Transatlantische Germanistik. Kontakt, Transfer, Dialogik. De Gruyter, Berlin 2013.
- Publizistische Germanistik. Essays und Kritiken. De Gruyter, Berlin 2015.
- Hermann Broch und die Menschenrechte: Anti-Versklavung als Ethos der Welt. De Gruyter, Berlin 2021.

### Editionen (Auswahl)
- Hermann Broch. Kommentierte Werkausgabe, 17 Bände. Suhrkamp, Frankfurt am Main 1974–1981. (auch als E-Book)
- Deutsche Literatur in der Bundesrepublik seit 1965 (mit Egon Schwarz). Athenäum, Königstein 1980.
- Romane und Erzählungen der deutschen Romantik. Neue Interpretationen. Reclam, Stuttgart 1981.
- Goethes Erzählwerk. Interpretationen (mit James E. McLeod). Reclam, Stuttgart 1985.
- Zeitgenossenschaft. Festschrift für Egon Schwarz zum 65. Geburtstag mit Herbert Lehnert und Gerhild S. Williams. Athenäum, Frankfurt am Main 1987.
- Spätmoderne und Postmoderne. Beiträge zur deutschsprachigen Gegenwartsliteratur. Fischer Taschenbuch Verlag, Frankfurt am Main 1991.
- Hoffnung Europa. Deutsche Essays von Novalis bis Enzensberger. S. Fischer, Frankfurt am Main 1994.
- Europe after Maastricht. American and European Perspectives. Berghahn Books, Providence, Oxford 1994. (übersetzt ins Rumänische)
- Poetik der Autoren. Beiträge zur deutschsprachigen Gegenwartsliteratur. Fischer Taschenbuch Verlag, Frankfurt am Main 1994.
- Hannah Arendt-Hermann Broch. Briefwechsel 1946–1951. Jüdischer Verlag im Suhrkamp Verlag 1996, Frankfurt am Main.
- Schreiben zwischen den Kulturen. Beiträge zur deutschsprachigen Gegenwartsliteratur. Fischer Taschenbuch Verlag, Frankfurt am Main 1996. (übersetzt ins Englische)
- Der postkoloniale Blick. Deutsche Autoren berichten aus der Dritten Welt. Suhrkamp, Frankfurt am Main 1997.
- Räume der literarischen Postmoderne. Gender, Performativität, Globalisierung. Stauffenburg, Tübingen 2000.
- Kleists Erzählungen und Dramen. Neue Studien (mit David Pan). Königshausen & Neumann, Würzburg 2001.
- Hermann Broch. Visionary in Exile. The 2001 Yale Symposium (mit Matthias Konzett, Willy Riemer und Christa Sammons). Camden House, Rochester, N.Y. 2003.
- Freundschaft im Exil. Thomas Mann und Hermann Broch. Klostermann Verlag, Frankfurt am Main 2004.
- Hermann Broch und die Künste (mit Alice Stašková). De Gruyter, Berlin 2009.
- Verlorener Sohn? Hermann Brochs Briefwechsel mit Armand. Suhrkamp, Frankfurt am Main 2010.
- Die Ethik der Literatur. Deutsche Autoren der Gegenwart (mit Jennifer Kapczynski). Wallstein, Göttingen 2011.
- Hermann Broch und die Romantik (mit Doren Wohlleben). De Gruyter, Berlin und New York 2014.
- Hermann Broch Handbuch (mit Michael Kessler). De Gruyter, Berlin und Boston 2016.
- Transatlantic German Studies: Testimonies to the Profession (mit Peter Hoeyng). Camden House, Rochester NY 2018.
- Hermann Broch – Frank Thiess, Briefwechsel 1929–1938 | 1948–1951. Wallstein, Göttingen 2018.
- Aussteigen um 1900. Imaginationen in der Literatur der Moderne (mit Barbara Mahlmann-Bauer). Wallstein, Goettingen 2021.
- Die Europäische Union zwischen Konfusion und Vision: Interdisziplinaere Fragestellungen (mit Michael Gehler). Boehlau, Wien 2022.
- Hermann Broch und die österreichische Moderne (mit Thomas Borgard). Brill/Fink 2023.

### Herausgeberschaft von Fachzeitschriften
- The German Quarterly (1988–1991)
- Gegenwartsliteratur. A German Studies Yearbook (2002–2020)

### Herausgeberschaft von wissenschaftlichen Reihen
- Studien zur deutschsprachigen Gegenwartsliteratur (1995–2005): 19 Bde.
- Mit-Hrsg.: Stauffenburg discussion. Studien zur Inter- und Multikultur (1995–2015): 29 Bde.

### Mitglied von Herausgebergremien
- The German Quarterly (1992–1994, 1998–2003)
- Jahrbuch Deutsch als Fremdsprache (1986–1996)
- South Atlantic Review (1998–2001)
- Literaturstraße. Deutsch-Chinesisches Jahrbuch (seit 2000)
- Recherches germaniques (seit 2001)
- Comparative Literature Studies (seit 2002)
- Moderne: Kulturwissenschaftliches Jahrbuch (2005–2011)
- Études Germaniques (seit 2009)
- Revista de Filología Alemana (seit 2009)
- Palaestra (seit 2010)
- Zeitschrift für Interkulturelle Germanistik (seit 2010)
- Studia Theodisca (seit 2011)